# Paranoïak (chanson)
Singles de Seth Gueko
Zdedededex
(2011) Barbeuk
(2013)
Pistes de Bad Cowboy
Bulldozer Thug Sexe
Paranoïak est une chanson du rappeur français Seth Gueko sortie le 11 mars 2013 sous le major Warner. 1er single extrait du 3e album studio Bad Cowboy (2013), la chanson est écrite par Nicolas Salvadori. Le clip vidéo sort le 11 mars 2013. Tourné dans le Nevada. Il totalise plus de 1 000 000 vues sur YouTube.

## Classement hebdomadaire
| Classement (2012) | Meilleure position |
| ----------------- | ------------------ |
| France (SNEP)     | 57                 |